# つる座
つる座（つるざ、Grus）は現代の88星座の1つ。16世紀末に考案された新しい星座で、鶴をモチーフとしている。みなみのうお座の南側に位置しており、日本国内からは南の空の低いところに見える。

## 主な天体

### 恒星
α星とβ星の2つの2等星がある。
2022年4月現在、国際天文学連合 (IAU) によって4個の恒星に固有名が認証されている。
- α星：見かけの明るさ1.71等のB型主系列星で2等星[6]。「アルナイル[7]Alnair[5])」という固有名を持つ。つる座で最も明るく見える恒星。
- β星：見かけの明るさ2.11等の赤色巨星で2等星[8]。脈動変光星の一種「不規則変光星」に分類される[9]で、つる座で2番目に明るく見える。2017年9月にトゥアモトゥ語由来[10]の「ティアキ[7](Tiaki[5])」という固有名が認証された。
- γ星：見かけの明るさ3.01等の3等星[11]。「アルダナブ[7](Aldhanab[5])」という固有名を持つ。
- HD 208487：太陽系から約146 光年の距離にあるG型またはF型の主系列星の7等星で、2つの太陽系外惑星の存在が確認されている[12]。国際天文学連合の100周年記念行事「IAU100 NameExoWorlds」でガボン共和国に命名権が与えられ、主星はItonda、太陽系外惑星bはMintomeと命名された[13]。

### 星団・星雲・銀河
- IC 5148：太陽系から約3,800 光年の距離にある惑星状星雲[14]。19世紀にオーストラリアのアマチュア天文家ウォルター・フレデリック・ゲイルとアメリカのルイス・スウィフトによってそれぞれ独立に発見された[15]。そのドーナツ状の姿から「スペアタイヤ星雲 (英: Spare Tyre Nebula)」の通称で呼ばれることもある[16]。

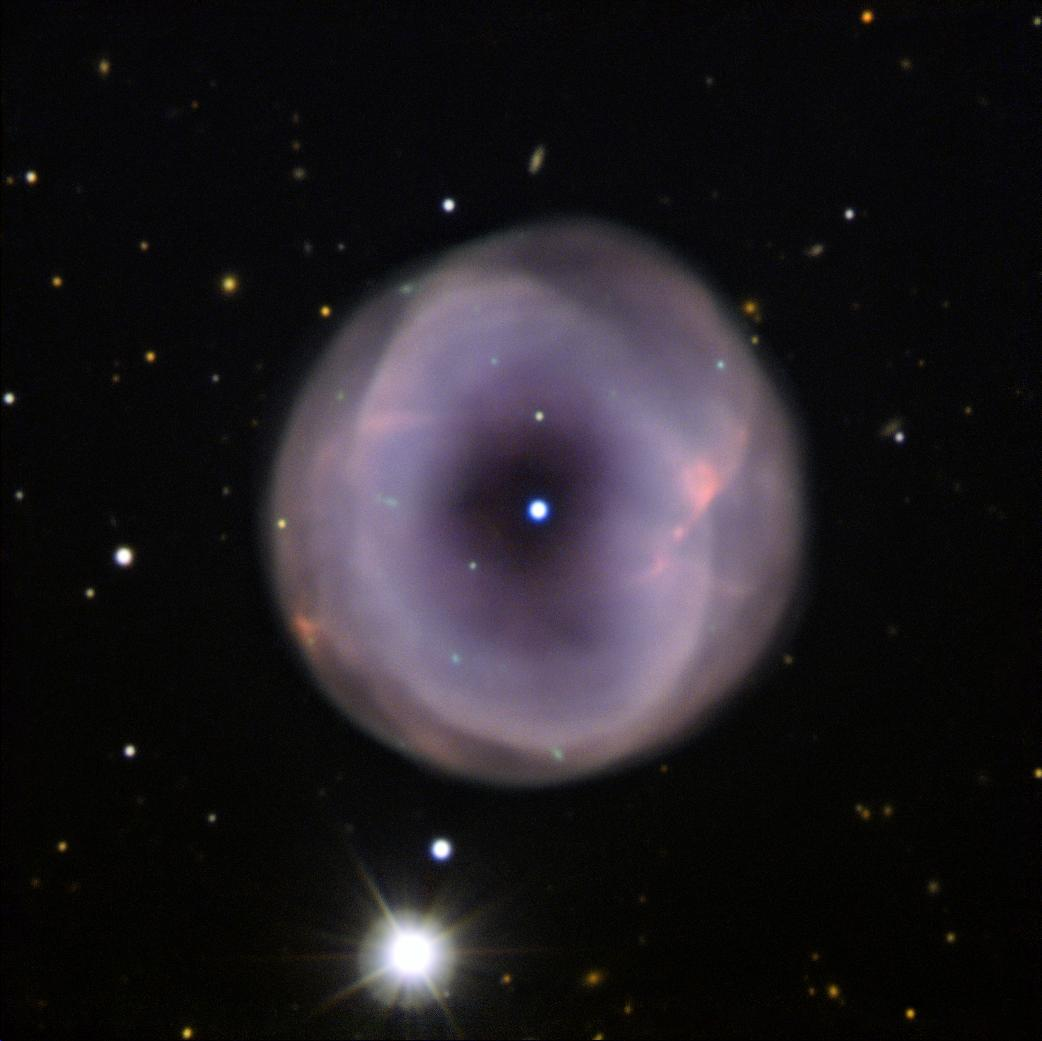
欧州南天天文台 (ESO) ラ・シヤ天文台の新技術望遠鏡 (NTT) で撮影された惑星状星雲IC5148。

## 由来と歴史

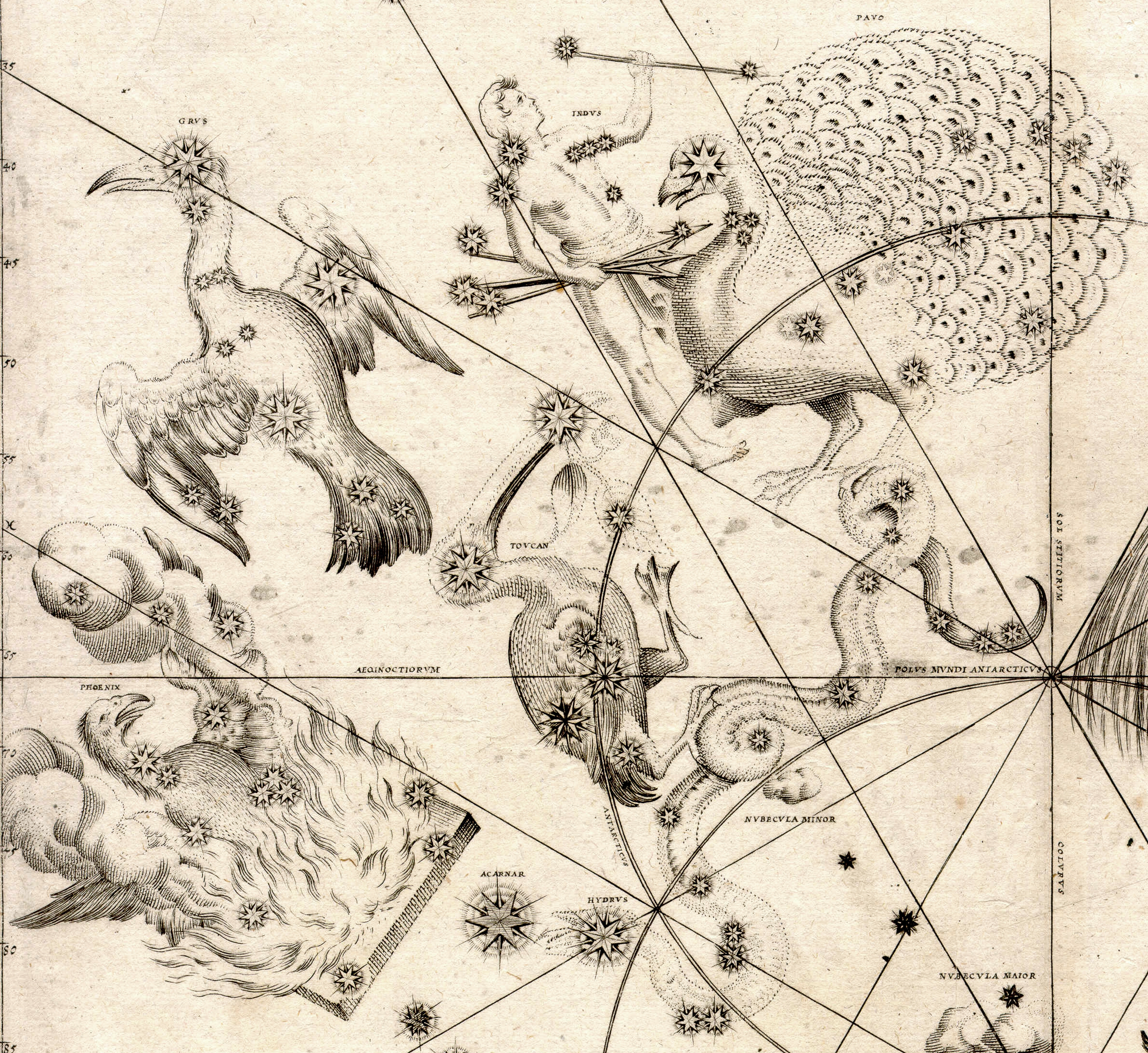
ヨハン・バイエル『ウラノメトリア』（1603年）に描かれたつる座（左上）。

つる座は、1598年にフランドル生まれのオランダの天文学者ペトルス・プランシウスが、オランダの航海士ペーテル・ケイセルとフレデリック・デ・ハウトマンが1595年から1597年にかけての東インド航海で残した観測記録を元に、オランダの天文学者ヨドクス・ホンディウスと協力して製作した天球儀にツルの姿を描いたことに始まるとされる。ドイツの法律家ヨハン・バイエルが1603年に出版した星図『ウラノメトリア』で世に知られるようになったことから、かつてはバイエルが新たに考案した星座として紹介されていたが、日本でも2010年代以降はケイセルとデ・ハウトマンが考案した星座であることが広く紹介されるようになった。しかし2020年代に入ってもバイエル考案の星座と誤って紹介される例が散見される。
プランシウスらは、1598年に製作した天球儀に描いたツルの星座に、オランダ語で Krane、ラテン語で Grus という星座名を付けた。ホンディウスは1600年と1601年に製作した天球儀にもツルの星座絵と Grus という星座名を記している。1603年、バイエルは、プランシウスやホンディウスの天球儀から星の位置をそっくり写し取って、星図『ウラノメトリア』を出版した。そのため、バイエルの『ウラノメトリア』でも Grus という星座名がそのまま引き継がれた。
一方で、この鳥の星座に対して異なる種類の鳥を充てようとする動きが見られた。1602年に第2次東インド航海からオランダに帰国したデ・ハウトマンは、1603年に出版したマレー語辞典に付録として付けた星表の中で、オランダ語で「サギ（鷺）」を意味する Den Reygher という星座名を付けた。また、オランダの法学者・地理学者のパウルス・メールラは、1605年の地理書『Cosmographia Generalis』に著した星座解説の中で、ラテン語で「フラミンゴ」を意味する Phœnicopterus という星座名を付けている。また、フランドルの地球儀製作者でプランシウスの共同制作者でもあったペトルス・カエリウスも、1625年に製作した天球儀で Phœnicopterus という星座名を充てていた。このカエリウスの天球儀はプランシウスの死後に製作されたものだが、イギリスの天文史家イアン・リドパスは、フラミンゴの星座としたのはプランシウスの影響によるものであるとしている。17世紀初頭に見られたこれら独自の命名は、バイエルの『ウラノメトリア』ほどの影響を与えることなく、結局元の Grus が生き残ることとなった。
この星座に付けられたギリシア文字の符号は、バイエルが付けたいわゆる「バイエル符号」ではなく、18世紀フランスの天文学者ニコラ＝ルイ・ド・ラカイユによって付けられたものである。ラカイユは、自身が考案した14星座のほか、バイエルが符号をつけていなかった南天の星座にギリシア文字の符号を付しており、つる座の星々にもαからφまでの符号を付した。ただし、このときκ・ξ・ν・οの4つは使われなかった。ラカイユが付した符号は、19世紀イギリスの天文学者フランシス・ベイリーが編纂した『The Catalogue of Stars of the British Association for the Advancement of Science』（1845年）に全面的に引き継がれた。さらに、アメリカの天文学者ベンジャミン・グールドが1879年に出版した『Uranometria Argentina』で星座の境界線が引き直された際、ラカイユが使わなかった κ・ξ・ν・οの4星が加えられた。
1922年5月にローマで開催されたIAUの設立総会で現行の88星座が定められた際にそのうちの1つとして選定され、星座名は Grus、略称は Gru と正式に定められた。新しい星座のため星座にまつわる神話や伝承はない。
現在のつる座の恒星の一部には、これらがかつてみなみのうお座の領域にあったことをうかがわせる固有名が付けられている。たとえば、α星のアルナイルはアラビア語で「魚の尾の明るいもの」を意味する al-nayyir min dhanab al-ḥūt に、γ星のアルダナブは、「尾」を意味する al-dhanab に由来した名称である。これは、16世紀にアラビアの天文学者が、みなみのうお座の領域をクラウディオス・プトレマイオスが定めた境界を超えてさらに南へと拡張したことによって生じたものである。

### 中国
現在のつる座の領域は、中国の歴代王朝の版図からはほとんど見ることができなかったため、三垣や二十八宿には含まれなかった。この領域の星々が初めて記されたのは明代末期の1631年から1635年にかけてイエズス会士アダム・シャールや徐光啓らにより編纂された天文書『崇禎暦書』であった。この頃、明の首都北京の天文台にはバイエルの『ウラノメトリア』が2冊あり、南天の新たな星官は『ウラノメトリア』に描かれた新星座をほとんどそのまま取り入れたものとなっている。これらの星座はそのまま清代の1752年に編纂された天文書『欽定儀象考成』に取り入れられており、つる座の星は「鶴」という星官に配されていた。

## 呼称と方言
日本では明治末期には「鶴」という訳語が充てられていた。このことは、1908年（明治41年）に創刊された日本天文学会の会誌『天文月報』の第1巻第9号に掲載された「十二月の天」と題した星図で確認できる。その後、1910年（明治43年）2月に星座の訳名が改定された際も変更なく「鶴」が使われた。この訳名は、1925年（大正14年）に初版が刊行された『理科年表』にも「鶴（つる）」として引き継がれ、1944年（昭和19年）に学術研究会議によって天文学用語が改定された際も変更されなかった。戦後の1952年（昭和27年）7月に日本天文学会が「星座名はひらがなまたはカタカナで表記する」とした際に、Grus の日本語名は「つる」と改定された。この改定以降は「つる」が星座名として継続して用いられている。
現代の中国では、天のツルという意味の天鶴座と呼ばれている。